# KTurtle
KTurtle és un entorn de programació educatiu per a gràfics vectorials simples. És programari lliure i està llicenciat sota la Llicència Pública General de GNU (GPL) i forma part del KDE. KTurtle té incorporat un llenguatge de programació basat en el Logo. És un dels pocs llenguatges de programació localitzats; les ordres de programació estan traduïdes a la llengua del programador.
KTurtle està inclòs en força distribucions de Linux/BSD, incloent Red Hat Linux, Suse, Kubuntu, Mandrake, i Debian. KTurtle és disponible per a Windows al paquet Kdeedu dins de la distribució KDE 4 de Windows.

## Exemples
| inicialitza apren poligon costats,mida [ repeteix costats [ giradreta 360/costats avant mida ] apren moltspoligons comença,acaba,mida [ pera pol = comença finsa acaba [ poligon pol, mida ] moltspoligons 3,12,75 |

| Resultat |